# 1541 en littérature
| Années de la littérature : 1538 - 1539 - 1540 - 1541 - 1542 - 1543 - 1544    |
| Décennies de la littérature : 1510 - 1520 - 1530 - 1540 - 1550 - 1560 - 1570 |

Cet article présente les faits marquants de l'année 1541 en littérature.

## Événements
- Orbecche tragédie écrite par Giovanni Battista Giraldi, est joué pour la première fois dans la maison de l'auteur à Ferrare[1].

## Parutions
- 27 juillet : première édition publiée anonymement chez Jean Granjehan à Paris de L'Art poeticque d'Horace translaté de Latin en rithme Françoyse par Jacques Peletier du Mans, première traduction en français de l'Ars Poetica d'Horace[2].
- Octobre : publication à Genève de la traduction française des Institution de la religion chrétienne de  Jean Calvin[3].

- Première édition imprimée du roman de chevalerie en yiddish, Bovo-Bukh, d'Élie Lévita, à Isny im Allgäu[4].
- Publication à Uppsala de la première traduction de la Bible en suédois, Biblia, Thet är All then Helgha Scrifft på Swensko[5].
- Újszövetség, premier Nouveau Testament imprimé en hongrois, par János Sylvester, à Sárvár[6].

## Naissances
- 20 juillet : Pierre de Larivey, écrivain, traducteur et dramaturge français († 1619).
- 9 août : Guy Le Fèvre de La Boderie, poète et traducteur français († 1598).
- 7 septembre : Luigi Groto, poète italien († 1585)

- Agostino del Riccio, moine dominicain et écrivain italien († 1598).
- Pierre Charron, théologien et philosophe français († 1603).

- Jean Zuallart, écrivain belge († 1634).
- Vers 1541 : Lancelot Voisin de La Popelinière, historien et écrivain français († 1605).

## Décès
- 1er septembre : Gül Baba, poète ottoman.